# Levantamiento Poluvotki

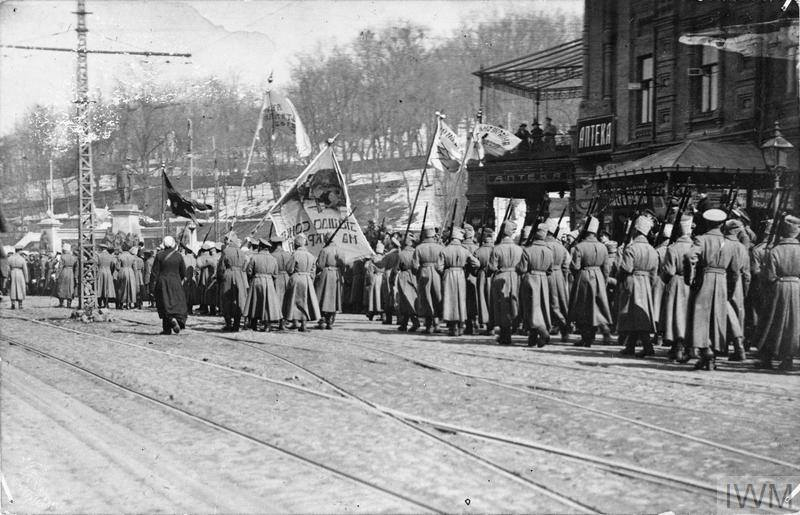
Los soldados del Regimiento Polubótok en las calles de Kiev.

El Levantamiento de los Polubotkivistas es una revuelta armada de las tropas del Segundo Regimiento Cosaco Ucraniano "Pavló Polubótok" (o Polubótkivtsi como se autodenominaban) y del "Club Militar Ucraniano Pavló Polubótok", ocurrida entre el 17 y 18 de julio de 1917 en Kiev. Los rebeldes tenían como principal objetivo la proclamación de la independencia de Ucrania. La rebelión en sí misma tenía motivos sociales y políticos. Los soldados del Regimiento Polubótok tenían una acuciante falta de suministros y medicinas, y vivían en condiciones penosas. Las razones políticas fueron que la La Rada Central Ucraniana tenía una débil política nacional y militar. En total, más de 10.000 soldados y una buena parte de la población de Kiev se encontraron en el epicentro de la revuelta, que luego fue sofocada por las acciones de la Rada y los líderes del Distrito Militar de Kiev. La mayoría de los participantes de la revuelta fueron enviados al frente rumano de la Primera Guerra Mundial, donde encontraron pronto la muerte.

## Enlaces
- Роман Коваль. Виступ полуботківців
- Калініченко В.В. Історія України. Частина ІІІ: 1917-2003 рр. (enlace roto disponible en Internet Archive; véase el historial, la primera versión y la última).
- Олег Романчук. Микола Міхновський
- Вісник УВКР (enlace roto disponible en Internet Archive; véase el historial, la primera versión y la última).
- Урядовий портал. "Апостол української державності"
- Віртуальна Русь: Бібліотека
- Газета "День": "Вічний опозиціонер"
- Союз Гетьманців Державників: "Державу Гетьмана знищили соціалісти-масони" (enlace roto disponible en Internet Archive; véase el historial, la primera versión y la última).

- Datos: Q2635279